# Alijana
Alijana je žensko osebno ime.

## Izvor imena
Ime Alijana je različica ženskega osebnega imena Alja.

## Pogostost imena
Po podatkih Statističnega urada Republike Slovenije je bilo na dan 31. decembra 2007 v Sloveniji število ženskih oseb z imenom Alijana: 56.

## Osebni praznik
Osebe z imenom Alijana lahko godujejo takrat kot osebe z imenom Alja oziroma Aleksandra.